# Aplet Javy
Aplet Javy – aplet dostarczany w postaci kodu bajtowego Javy. Może zostać uruchomiony w przeglądarce internetowej wykorzystując wirtualną maszynę Javy albo w samodzielnej aplikacji AppletViewer służącej do testowania apletów Javy. Mogą być pisane zarówno w Javie, jak i innych językach kompilowanych do kodu bajtowego - na przykład Python.
W 2016 technologia apletów została oficjalnie oznaczona przez producenta jako "do wycofania" (ang. deprecated).
Ze względu na porzucenie wsparcia NPAPI nie jest możliwe uruchomienie apletów Javy w większości współczesnych przeglądarek.

## Historia
Aplety Javy pojawiły się wraz z pierwszą wersją Javy w 1995.

## Wykorzystanie
Aplety Javy używane są w celu dostarczenia funkcji (np. interakcji), które nie mogą być uzyskane przy stosowaniu HTML-a. Ponieważ kod bajtowy Javy jest wieloplatformowy, to aplety mogą być uruchamiane w wielu systemach operacyjnych, włączając w to Windows, Unix/Linux czy Mac OS. Przy pomocy aplikacji applet2app mogą zostać przekształcone do postaci samodzielnych programów, które można uruchomić poza przeglądarką.

## Sposób wykonywania
Większość przeglądarek internetowych wykonuje aplety Javy w piaskownicy, co uniemożliwia pobranie przez nie danych lokalnych.

### Cykl życia
Działanie apletu oparte jest na kilku głównych metodach: init(), start(), stop(), destroy(). Po załadowaniu strony przeglądarka wykonuje metodę init(), która zapewnia inicjalizację apletu. Następnie wykonywana jest metoda start() uruchamiająca wczytany aplet. Metoda ta jest wykonywana za każdym razem, gdy wczytana strona stanie się aktywna. Przy opuszczaniu strony wywoływana jest metoda stop(). Bezpośrednio przed zakończeniem pracy apletu wywoływana jest metoda destroy(), która zwalnia zasoby zajęte przez uruchomiony aplet.